# Тетрака
Тетрака (Xanthomixis) — рід горобцеподібних птахів родини Bernieridae. Раніше його відносили до родини бюльбюлевих (Pycnonotidae). Містить 4 види.

## Поширення
Всі представники роду є ендеміками Мадагаскару.

## Опис
Невеликі пташки, завдовжки 14–16 см, із закругленою головою, великими очима, тонким гострим дзьобом, міцними ногами, закругленими крилами та квадратним хвостом. Забарвлення оперення варіює в залежності від виду, як правило, оливково-коричневого кольору на голові, спині, крилах і хвості, в той час як горло, груди і черево жовт. Два види мають сіру голову з білим горлом.

## Спосіб життя
Мешкає тропічних і субтропічних вологих та сухих лісах. Трапляється поодинці або парами. Живиться комахами та іншими дрібними безхребетними, рідше ягодами.

## Види
- Xanthomixis apperti — тетрака реліктова
- Xanthomixis cinereiceps — тетрака сіроголова
- Xanthomixis tenebrosa — тетрака малагасійська
- Xanthomixis zosterops — тетрака короткодзьоба